# Montano de Toledo
Para el heresiarca del siglo II, véase Montano (hereje).
Montano fue obispo metropolitano de Toledo entre los años 523 y 531, contemporáneo del rey Amalarico. 
Presidió el II Concilio de Toledo celebrado en 527. 
Según san Ildefonso, que dejó escrita brevemente su vida en De viris illustribus, 
Montano fue acusado de haber mantenido relaciones sexuales durante su episcopado, y para demostrar su inocencia colocó ascuas ardientes entre sus ropas talares mientras oficiaba la misa, saliendo incólume de la prueba. 
Algunos autores apuntan que es posible que de este episodio se tomara posteriormente la costumbre de someter a ciertos acusados a la prueba del fuego.
Se conservan dos cartas escritas por Montano. 
En la primera, dirigida al clero de la diócesis de Palencia, condena la atracción de algunos fieles por el priscilianismo y denuncia la bendición del crisma por sacerdotes, que toman así una función propia de los obispos, y la consagración de iglesias por obispos de otras diócesis. 
En la segunda, destinada a un monje llamado Toribio, además de incidir en las cuestiones anteriores, reclama la restitución de Segovia, Buitrago y Coca, que un privilegio confirmado por su antecesor en la sede toledana había cedido al obispo palentino, a sus antiguas diócesis; la mención de este privilegio se utilizó posteriormente como prueba de la antigüedad de Toledo como metrópoli de la Carthaginense en los pleitos habidos por la primacía sobre las restantes sedes ibéricas.
| Predecesor: Celso | Obispo de Toledo 521 – 531 | Sucesor: Julián |